# Ruisseau de Merdaric
Le ruisseau de Merdaric est une  rivière du sud-ouest de la France, dans le département de la Lozère, en ancienne région Languedoc-Roussillon, donc en nouvelle région Occitanie, affluent de la Colagne donc sous-affluent de la Garonne par le Lot.

## Géographie
De 10,5 kilomètres de longueur, le ruisseau de Merdaric prend sa source dans le département de la Lozère, sur la commune du Buisson ; il se jette dans la Colagne, en rive droite, sur la commune de Marvejols.

## Départements et communes traversées
- Lozère :  Le Buisson, Antrenas, Saint-Léger-de-Peyre, Marvejols.

## Principaux affluents
- Ruisseau de Chanteperdrix ou de Saint-Laurent : 8 km